# Tour Over Europe 1980
Tour Over Europe 1980 var en konsertturné med det brittiska rockbandet Led Zeppelin i Europa 1980. Turnén blev bandets sista.

## Låtlista
En ganska typisk låtlista med viss variation är följande:
1. "Train Kept A-Rollin'" (Bradshaw, Kay, Mann)
2. "Nobody's Fault But Mine (Page, Plant)
3. "Black Dog" (Jones, Page, Plant)
4. "In the Evening" (Jones, Page, Plant)
5. "The Rain Song" (Page, Plant)
6. "Hot Dog" (Page, Plant)
7. "All My Love" (Jones, Plant)
8. "Trampled Under Foot" (Jones, Page, Plant)
9. "Since I've Been Loving You" (Page, Plant, Jones)
10. "Achilles Last Stand" (Page, Plant)
11. "White Summer"/"Black Mountain Side" (Page)
12. "Kashmir" (Bonham, Page, Plant)
13. "Stairway to Heaven" (Page, Plant)

Extranummer
- "Rock and Roll" (Page, Plant, Jones, Bonham)
- "Whole Lotta Love" (Bonham, Dixon, Jones, Page, Plant)
- "Heartbreaker" (Bonham, Jones, Page, Plant)
- "Communication Breakdown" (Bonham, Jones, Page)

## Turnédatum
- 17/06/1980:  Westfalenhalle - Dortmund
- 18/06/1980:  Sportshalle - Köln
- 20/06/1980:  Vorst Nationaal - Bryssel
- 21/06/1980:  Ahoy - Rotterdam
- 23/06/1980:  Stadthalle - Bremen
- 24/06/1980:  Messehalle - Hannover
- 26/06/1980:  Stadthalle - Wien
- 27/06/1980:  Messezentrum Halle - Nürnberg
- 29/06/1980:  Hallenstadion - Zürich
- 30/06/1980:  Festhalle - Frankfurt
- 02/07/1980:  Eisstadion - Mannheim
- 03/07/1980:  Eisstadion - Mannheim
- 05/07/1980:  Olympiahalle - München
- 07/07/1980:  Eissporthalle - Berlin